# Estrella fosca
Una estrella fosca és un tipus d'estrella que podria haver existit a principis de l'univers abans que les estrelles convencionals poguessin formar-se i prosperar. Les estrelles estarien compostes principalment de matèria normal, com les estrelles modernes, però una alta concentració de neutralino matèria fosca present en elles generaria calor mitjançant reaccions d'anihilació entre les partícules de matèria fosca. Aquesta calor impediria que aquestes estrelles s'afonessin en les mides compactes i denses de les estrelles modernes i, per tant, impediria que s'iniciés la fusió nuclear entre els àtoms de ‘matèria normal’.
Segons aquest model, es preveu que una estrella fosca sigui un enorme núvol d'hidrogen i heli molecular que varia entre 4 i 2.000 unitats astronòmiques de diàmetre i amb una temperatura superficial i una lluminositat suficientment baixes perquè la radiació emesa sigui invisible a ull nu.
En el poc probable cas que les estrelles fosques hagin perdurat fins a l'època moderna, podrien ser detectables per les seves emissions de radiació gamma, neutrins, i antimatèria i estarien associades amb núvols de gas d'hidrogen molecular fred que normalment no acollirien aquestes partícules energètiques, extremes i rares.

## Possibles candidats a estrella fosca
Al abril de 2023, un estudi va investigar quatre objectes extremadament desplaçats cap al vermell descoberts pel Telescopi espacial James Webb. El seu estudi va suggerir que tots ells, JADES-GS-z13-0, JADES-GS-z12-0, i JADES-GS-z11-0, són consistents amb ser fonts puntuals, i va suggerir més que les úniques fonts puntuals que podrien existir en aquest temps i ser prou brillants per ser observades a aquestes distàncies fenomenals i desplaçaments cap al vermell (z = 10-13) eren estrelles fosques supermassives a l'univers primerenc, alimentades per l'anihilació de la matèria fosca. La seva anàlisi espectral dels objectes va suggerir que estaven entre 500.000 i 1 milió de masses solara (M☉), així com tenint una lluminositat de milers de milions de Sols (L☉); també probablement serien enormes, possiblement tenint radis que superen 10.000 radis solars (R☉).